# Książę Dracula (film 1970)
Książę Dracula (niem. Nachts, wenn Dracula erwacht; hiszp. El conde Drácula; wł. Il Conte Dracula) – niemiecko-hiszpańsko-włosko-brytyjsko-liechtensteiński horror z 1970 roku w reżyserii Jesúsa Franco, zrealizowany na podstawie powieści Brama Stokera pod tym samym tytułem.
Chociaż w tytułowej roli występuje Christopher Lee, nie jest to film Hammer Film Productions, jak inne filmy, w których Lee wcielał się w Draculę, a zamiast tego został wyprodukowany przez Harry’ego Alana Towersa. Klaus Kinski, który dziewięć lat później zagrał samego Draculę w Nosferatu wampir, również występuje w filmie jako Renfield.
Książę Dracula był reklamowany jako najwierniejsza adaptacja powieści Brama Stokera. Film został uznany za jedną z najwierniejszych, jeśli nie najwierniejszą filmową adaptację Drakuli.

## Fabuła
Koniec XIX wieku. Londyński prawnik Jonathan Harker dociera pociągiem do Bystrzycy, aby sfinalizować ważną umowę biznesową z transylwańskim hrabią Draculą. Jego współpasażer, a następnie miejscowi, ostrzega go przed Draculą. Po przybyciu przez przełęcz Borgo do zamku szlachcica Harker stopniowo odkrywa nadnaturalny charakter miejsca: wiozący go woźnica przepędza wilki, zaś sam Dracula nie ma odbicia w lustrze. Podczas wspólnej wieczerzy Dracula zakupuje opuszczony pałac niedaleko Londynu, w którym chce zamieszkać na stałe. Dracula szczyci się swym wywodzącym się rzekomo od Attyli rodem, który m.in. odpierał najazdy Turków.
Jonathan na prośbę Draculi nocuje w jego zamku. Nocą śni mu się koszmar, w którym nieprzytomny znajduje się w pałacowych katakumbach, gdzie trzy kobiety piją krew porwanego niemowlęcia, a Dracula stoi nad nim. Zbudzony odkrywa na swej szyi ślady ukąszenia. Przeczuwając, że nie bez powodu jego sypialna jest zamknięta, wymyka się przez okno. W katakumbach widok śpiącego Draculi w sarkofagu i obecność trzech trumien potwierdza przypuszczenia Jonathana co do prawdziwej natury hrabiego. Ledwo uciekając z zamku, budzi się w znajdującym się nieopodal Londynu szpitalu psychiatrycznym profesora Van Helsinga, wybitnego znawcy okultyzmu.
Jonathanem opiekuje się dr Seward, który mówi mu, że znaleziono go majaczącego w Budapeszcie. Do psychiatryka przybywają narzeczona Jonathana, Mina, i jej przyjaciółka Lucy. Nocą Lucy jest wywoływana przez tajemniczy głos, który każe jej kierować się w stronę opuszczonego opactwa. Tam Dracula spija jej krew, dzięki czemu młodnieje. Hrabia znika, gdy Mina, zaniepokojona zniknięciem Lucy, podąża za nią i znajduje ją nieprzytomną. Mina bierze ślady na szyi za zranienie się agrafką od szala, ale Seward zauważa u Lucy dużą utratę krwi. Zawiadomiony przez Sewarda telegramem do Lucy przybywa jej narzeczony, arystokrata Quincey Morris. Oddaje on Lucy swoją krew podczas transfuzji krwi. Lucy ponownie odwiedza Dracula, który spija jej resztę krwi i prowadzi do stanu bliskiego śmierci.
Van Helsing łączy przypadek Lucy z innym pacjentem – odżywiającym się insektami Renfieldem. Oszalał on, gdy podczas podróży po Transylwanii jego córka zmarła od dużej utraty krwi. Na widok Draculi Renfield dostaje ataku paniki i wyskakuje z celi znajdującej się na piętrze, uszkadzając sobie kark. Opiekująca się umierającą Lucy Mina jest świadkiem ataku Draculi. Lucy jest martwa. Van Helsing mówi zgromadzonym, że hrabia Dracula jest wampirem, który podróżuje po świecie, wypijając krew ofiarom i tym samym zarażając ich wampiryzmem. Wkrótce to samo dzieje się z Lucy, która zaczyna polować na dzieci. Van Helsing w towarzystwie Jonathana i Morrisa idzie do grobowca Lucy, by ją zabić. Zauważają też te same skrzynie, które widział Jonathan w zamku Draculi.
Jonathan stwierdza, że to właśnie w nich Dracula podróżował do Anglii i wraz z Morrisem oraz Sewardem idzie je zniszczyć. Mina chce pomówić z Renfieldem, który pod kontrolą Draculi dusi ją, hrabia zaś atakuje pod postacią wypchanych zwierząt Jonathana i jego kompanów. Odpędzają wampira krzyżem i tym samym Renfield znów odzyskuje zmysły. Skrzynie zostają potraktowane wodą święconą. Van Helsing zaś dostaje udaru i od tego czasu musi się poruszać na wózku inwalidzkim. Władze Londynu są w gotowości do schwytania Draculi. Lecz w pełni odmłodzony Dracula jest nierozpoznawalny i anonimowo zaprasza Minę do opery. Tam ją atakuje, a następnie przekupuje kapitana okrętu „Tsarina Katharine”, by z rana zabrał go do Warny. Seward dowiaduje się o planach Draculi dzięki Renfieldowi, który umiera.
Domyśliwszy się, że Dracula chce uciec do Transylwanii, Jonathan i Morris na polecenie Van Helsinga jadą tam wcześniej, by poświęcić każdy grób w celu uniemożliwienia wampirowi znalezienia azylu; Van Helsing zaś zostaje w Londynie, by chronić Minę. Nachodzi go Dracula upajający się swą przewagą. W ostatniej chwili Van Helsing ratuje Minę przed wampirem, kreśląc znak krzyża. W Transylwanii Jonathan i Morris docierają do zamku Draculi i zabijają rezydujące tam wampirzyce, a potem poświęcają sarkofag. W końcu Dracula dociera na miejsce eskortowany przez Romów. Jonathan z Morrisem przepędzają Romów i tym samym dobierają się do niestrzeżonego Draculi. Morris podpala wampira żywcem, przez co traci on moc i umiera.

## Obsada
- Christopher Lee – hrabia Dracula

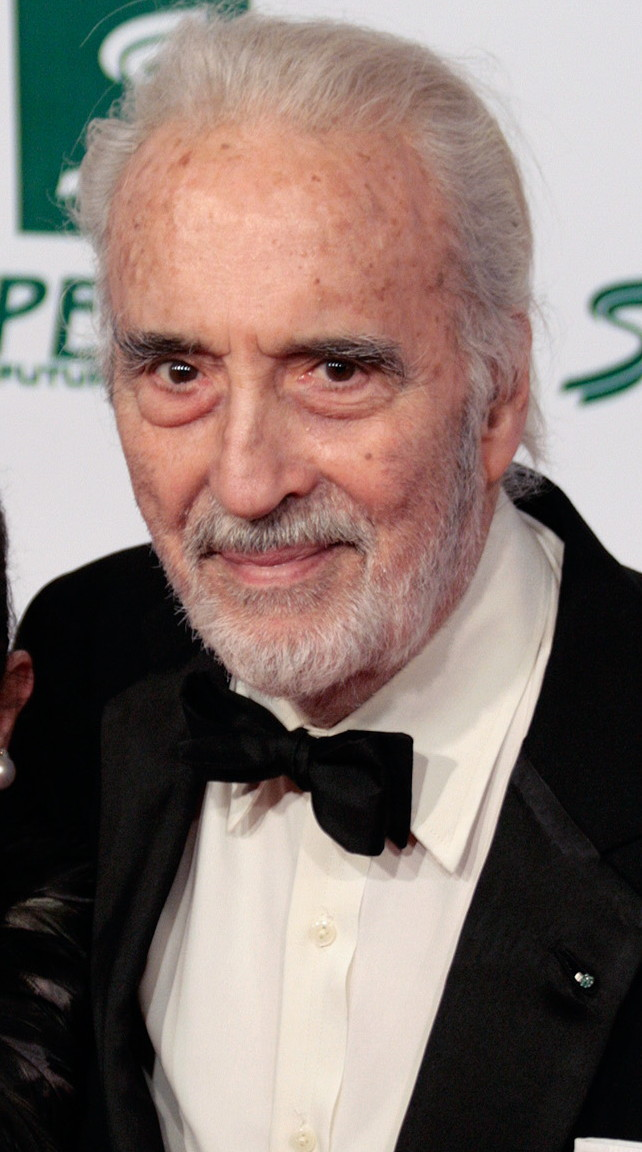
Christopher Lee – odtwórca roli Draculi

- Frederick Williams – Jonathan Harker
- Herbert Lom – profesor Abraham Van Helsing
- Maria Rohm – Mina Murray
- Jack Taylor – Quincey Morris
- Klaus Kinski – Renfield
- Soledad Miranda – Lucy Westenra
- Paul Muller – dr John „Jack” Seward
- José Martínez Blanco – pasażer pociągu
- Franco Castellani – strażnik pilnujący Renfielda
- Jesús Franco – służący Van Helsinga
- Jesús Puente – sekretarz miasta

## Produkcja

### Zdjęcia

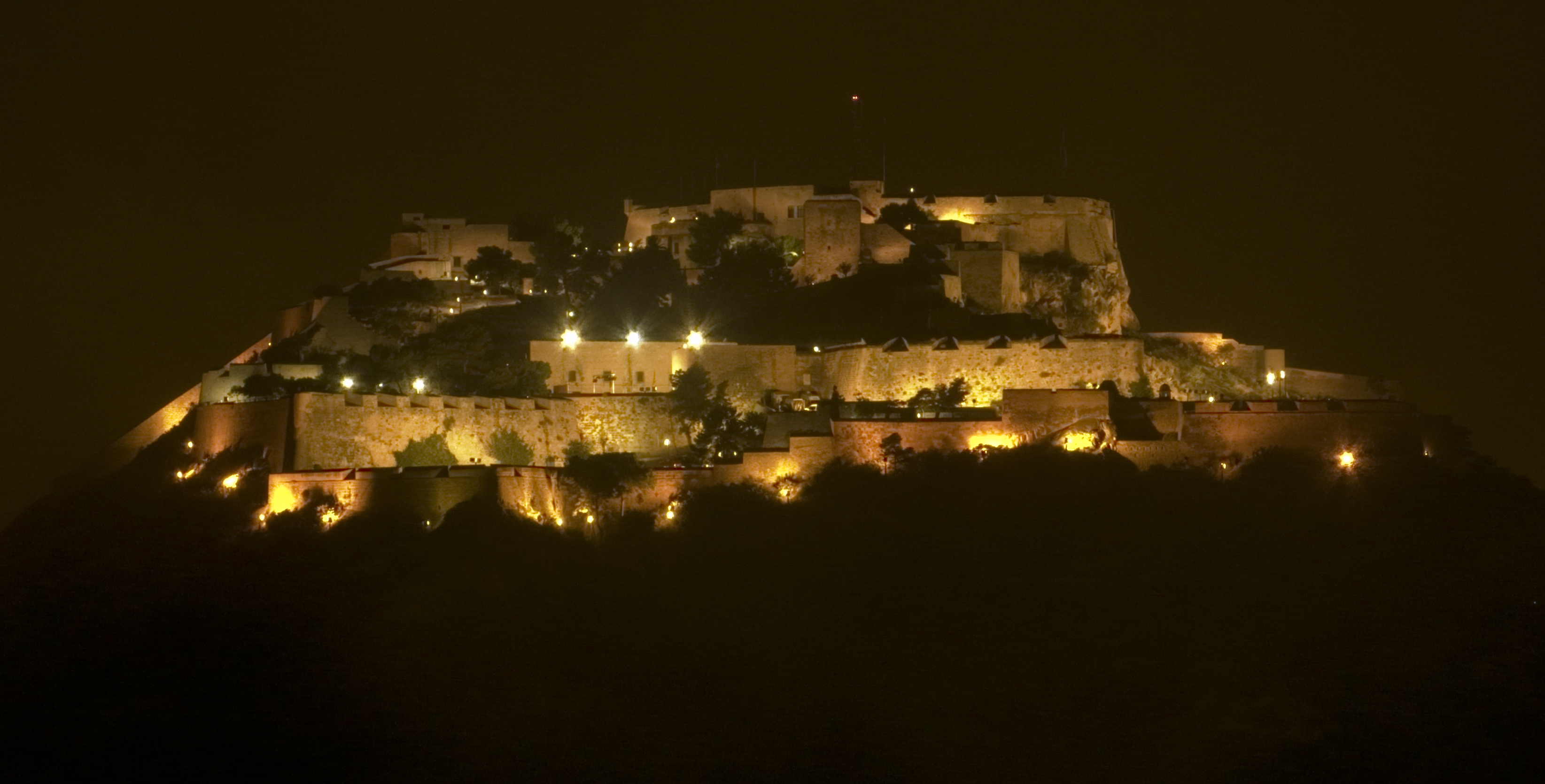
Zewnętrzny widok na warownię Santa Bárbara, jedno z miejsc wykorzystanych do kręcenia filmu

Na początku zdjęć w 1969 roku jednym z miejsc, które wybrano do kręcenia, było zamknięte w 1973 roku studio Balcázar, znajdujące się w gminie Esplugues de Llobregat. Ekipa filmowa planowała skorzystać ze studia filmowego Barrandov Studios w Pradze, ale z powodu problemów budżetowych pomysł musiał zostać porzucony. Sceny w klinice profesora Van Helsinga kręcono w studiach Tirrenia w Pizie. Niektóre plenery drugiej ekipy filmowej zostały zrealizowane we Francji. Warownia Santa Bárbara, znajdująca się w centrum miasta Alicante, została wykorzystana jako scenografia do filmu i ponownie wykorzystana przez reżysera w 1972 roku podczas kręcenia filmu Dracula kontra Frankenstein. Sceny na dworcu i w teatrze powstały w Murcji.

### Film dokumentalnyCuadecuc, wampir
Hiszpański reżyser Pere Portabella kręcił zdjęcia do filmu Jesúsa Franco z zamiarem stworzenia making-ofu inspirowanego oryginalnymi ujęciami filmu. Materiał filmowy, znany jako Cuadecuc, vampir, dzieli ustawienia i postacie z filmem Franco, z wyjątkiem dźwięku, który został zmontowany przez Carlesa Santosa. Był to film zakazany przez reżim Francisca Franco, a w 2008 roku został odzyskany przez firmę dystrybucyjną Sherlock Films.

### Casting

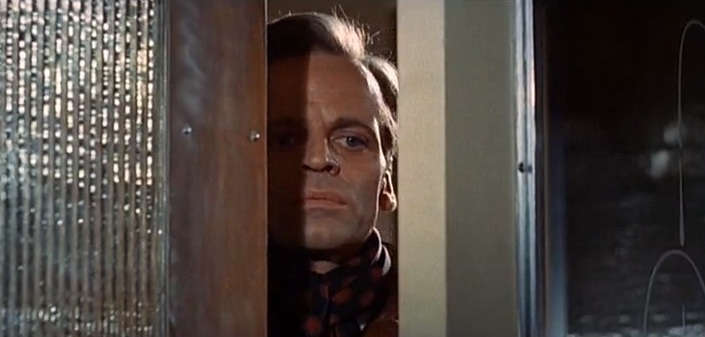
Aktor Klaus Kinski – odtwórca roli Renfielda

W rolę hrabiego Draculi wcielił się angielski aktor Christopher Lee, który już zdążył go zagrać trzykrotnie w brytyjskich filmach wytwórni Hammer Film Productions. Lee zgodził się na udział w produkcji po sprawdzeniu, że scenariusz różni się od innych poprzednich wersji filmowych, co krytykował przy swoich poprzednich filmach w roli Draculi. W nowym filmie widział okazję do odegrania Draculi tak, jak widział go Bram Stoker.
Minę zagrała żona producenta Towersa, austriacka aktorka Maria Rohm .
Lucy z kolei zagrała hiszpańska aktorka i piosenkarka Soledad Miranda, która dziesięć lat wcześniej zagrała w innym filmie Franco, La reina del Tabarín. Po Księciu Draculi reżyser obsadził Mirandę w kilku swoich tytułach, z czego najbardziej kultowy był Vampyros Lesbos z 1971 roku.
Klaus Kinski, który wcielił się tutaj w rolę Renfielda, zagrał samego Draculę dziewięć lat później w filmie Wernera Herzoga Nosferatu wampir, będącym remakiem Nosferatu – symfonii grozy z 1922 roku F.W. Murnaua.